# Balrog

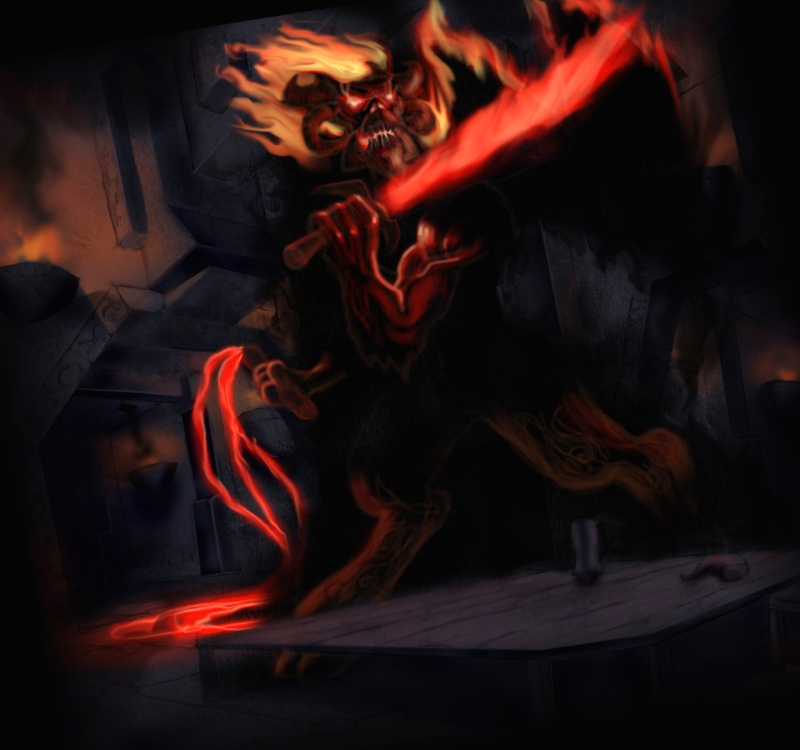
Balrog z Morii

Balrogowie (w sindarinie Demon Mocy, qya. Valarauko, l.mn. Valaraukar) – istoty demoniczne ze stworzonej przez J.R.R. Tolkiena mitologii Śródziemia.
Balrogowie należeli do rasy Majarów i byli potężnymi duchami ognia, które przeszły na stronę Morgotha, upadłego Valara. Ich przywódcą był Gothmog. Większość zginęła podczas Wojny Gniewu i wcześniej, lecz kilku ją przetrwało. Jako Ainurowie przyoblekli się w humanoidalne kształty. W filmowej adaptacji „Drużyny Pierścienia” ostatni żyjący Balrog został przedstawiony jako istota znacznie większa od człowieka, z rogami i ogonem. Charakterystyczną bronią Balrogów był ognisty bicz, ale używali także swoich kling.

## Znani Balrogowie
Znane są dwa przypadki pojedynczo występujących w Pierwszej Erze Balrogów: jeden z nich zginął razem z elfem Glorfindelem; tocząc walkę obydwaj spadli w przepaść. Drugi, Gothmog, zginął podczas zdobywania Gondolinu. Jego przeciwnikiem był Ecthelion. Również w tym pojedynku obaj przeciwnicy zadali sobie śmierć. Ponadto duchem ognistym – niezaliczanym do Balrogów – była Ariena, której Valarowie powierzyli kierowanie statkiem słonecznym.

### Gothmog wSilmarillionie

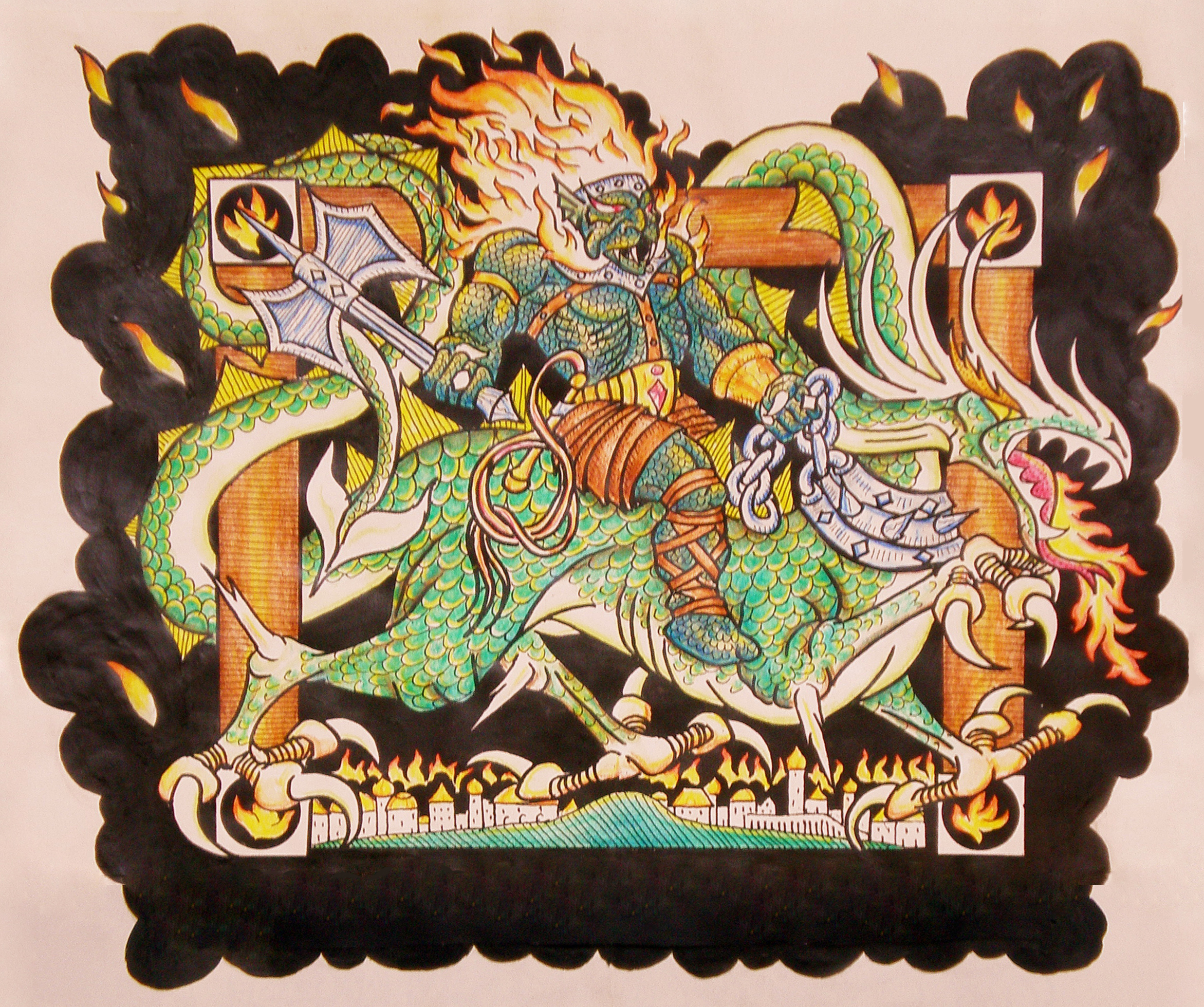
Przedstawienie Gothmoga, przywódcy Balrogów

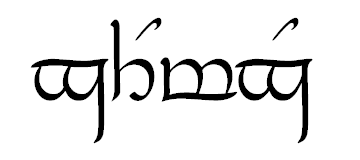
Imię Gothmog pisane tengwarem

Gothmog był wodzem Balrogów, najsilniejszym ze wszystkich, dowódcą sił Angbandu. Był odpowiedzialny za znaczne cierpienia, jakich doznała Arda w Pierwszej Erze.
Przyłączył się do Morgotha u zarania dziejów Ardy. Przeżył Wielką Bitwę Potęg i ukrywał się w lochach Angbandu, które nie zostały zniszczone. Gdy Morgoth wrócił do Śródziemia, skradłszy Silmarille, Gothmog ponownie znalazł się w jego służbie. Dowodził wojskami Władcy Ciemności podczas wielkich Bitew o Beleriand. Wraz z innymi Balrogami uratował swego pana przed Ungoliantą.
Wielu elfickich bohaterów padło pod jego biczem i ostrzem jego miecza. W trakcie Dagor-nuin-Giliath śmiertelnie ranił Fëanora, a w czasie Nirnaeth Arnoediad (w 473 roku) zabił Fingona i pojmał Húrina.
Wreszcie zabił Gothmoga Ecthelion znad Źródeł, a dokonał tego podczas oblężenia Gondolinu w roku 511 Pierwszej Ery, choć sam też poległ w tym pojedynku.
Imię Gothmog pochodzi z sindarinu i znaczy w tej mowie Straszny-okrutny.

### Gothmog wKsiędze zaginionych opowieści
Postać Gothmoga pojawia się już w Księdze zaginionych opowieści, zbiorze najwcześniejszych tekstów mitologicznych Tolkiena, wydanych przez jego syna, Christophera Tolkiena.
W tych opowieściach Gothmog jest synem Melka (wcześniejsza forma imienia Melkor) i Fluithuiny, olbrzymki-ludożerki (inna wersja mówi, iż jego matką była niejaka Ulbandi). W tekście Upadku Gondolinu (tom 2 Księgi zaginionych opowieści), tak jak w Silmarillionie, jest on wodzem Balrogów i dowódcą armii Melka, które szturmują Gondolin. Przedstawione też zostają okoliczności jego śmierci – gdy orkowie wdzierają się już do miasta, Gothmog w walce na głównym placu Gondolinu powala Tuora. Na ratunek mu rusza ranny Ecthelion. W pojedynku z nim wódz Balrogów wytrąca broń elfowi, lecz ten wbija mu w pierś szpikulec wieńczący hełm i spycha go do głębokiego basenu fontanny. Tam dokonał się los potwora, ale i Ekthelion, wciąż w pancerz odziany, utonął.

### Zguba Durina
W Trzeciej Erze krasnoludowie z Khazad-dûm, prowadząc prace górnicze coraz głębiej w poszukiwaniu mithrilu, nieopatrznie przebudzili jednego z Balrogów. Ten zabił ich władców (Durina VI i Náina I) i zmusił pozostałych do opuszczenia siedziby, która od tamtej pory zwana była Morią i poczęła obrastać legendą „raju utraconego”. Gdy w styczniu 3019 roku Drużyna Pierścienia przechodziła przez Morię w drodze do Góry Przeznaczenia, Balrog stoczył walkę z Gandalfem Szarym, w wyniku której zginął.
Wiadomo, że Balrog ten walczył długim biczem oraz sztyletem.

## Balrog w kulturze popularnej
Potwory i demony wzorowane na balrogach pojawiają się w wielu grach fabularnych, w szczególności komputerowych (zarówno dla jednego gracza jak i MMORPG), najczęściej jako bossowie lub istoty przyzywane. Przykładowo w grze fabularnej Dungeons & Dragons nawiązano do Balroga tworząc na jego podobieństwo Balorów, arystokrację demonów, które pojawiają się również w opartych na niej grach komputerowych.